# Cycle chimique
 (février 2021).
La mise en forme du texte ne suit pas les recommandations de Wikipédia : il faut le « wikifier ».
Les points d'amélioration suivants sont les cas les plus fréquents. Le détail des points à revoir est peut-être précisé sur la page de discussion.
- Les titres sont pré-formatés par le logiciel. Ils ne sont ni en capitales, ni en gras.
- Le texte ne doit pas être écrit en capitales (les noms de famille non plus), ni en gras, ni en italique, ni en « petit »…
- Le gras n'est utilisé que pour surligner le titre de l'article dans l'introduction, une seule fois.
- L'italique est rarement utilisé : mots en langue étrangère, titres d'œuvres, noms de bateaux, etc.
- Les citations ne sont pas en italique mais en corps de texte normal. Elles sont entourées par des guillemets français : « et ».
- Les listes à puces sont à éviter, des paragraphes rédigés étant largement préférés. Les tableaux sont à réserver à la présentation de données structurées (résultats, etc.).
- Les appels de note de bas de page (petits chiffres en exposant, introduits par l'outil «  Source ») sont à placer entre la fin de phrase et le point final[comme ça].
- Les liens internes (vers d'autres articles de Wikipédia) sont à choisir avec parcimonie. Créez des liens vers des articles approfondissant le sujet. Les termes génériques sans rapport avec le sujet sont à éviter, ainsi que les répétitions de liens vers un même terme.
- Les liens externes sont à placer uniquement dans une section « Liens externes », à la fin de l'article. Ces liens sont à choisir avec parcimonie suivant les règles définies. Si un lien sert de source à l'article, son insertion dans le texte est à faire par les notes de bas de page.
- La présentation des références doit suivre les conventions bibliographiques. Il est recommandé d'utiliser les modèles {{Ouvrage}}, {{Chapitre}}, {{Article}}, {{Lien web}} et/ou {{Bibliographie}}. Le mode d'édition visuel peut mettre en forme automatiquement les références.
- Insérer une infobox (cadre d'informations à droite) n'est pas obligatoire pour parachever la mise en page.

Pour une aide détaillée, merci de consulter Aide:Wikification.
Si vous pensez que ces points ont été résolus, vous pouvez retirer ce bandeau et améliorer la mise en forme d'un autre article.

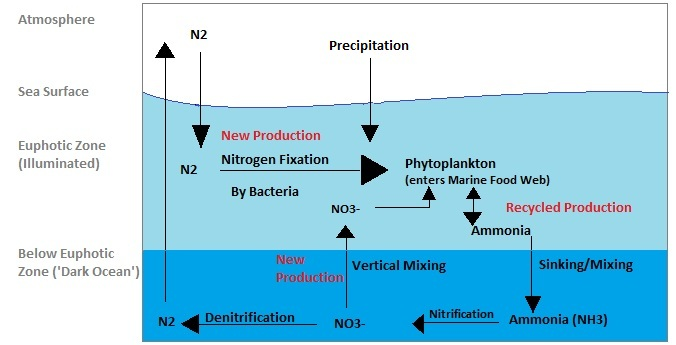
Un exemple de cycle chimique, une représentation schématique d'un cycle de l'azote sur Terre. Ce processus aboutit au recyclage continu de l'azote gazeux impliquant l'océan.

Le cycle chimique décrit des systèmes de circulation répétée de produits chimiques entre d'autres composés, états et matériaux, et retour à leur état d'origine, qui se produit dans l'espace et sur de nombreux objets dans l'espace, y compris la Terre. On sait que le cycle chimique actif se produit dans les étoiles, de nombreuses planètes et des satellites naturels.
Le cycle chimique joue un rôle important dans le maintien des atmosphères planétaires, des liquides et des processus biologiques et peut grandement influencer le temps et le climat. Certains cycles chimiques libèrent de l'énergie renouvelable, d'autres peuvent donner lieu à des réactions chimiques complexes, à des composés organiques et à une chimie prébiotique. Sur les corps terrestres tels que la Terre, les cycles chimiques impliquant la lithosphère sont appelés cycles géochimiques. Les cycles géochimiques en cours sont l'un des principaux attributs des mondes géologiquement actifs. Un cycle chimique impliquant une biosphère est appelé cycle biogéochimique.

## Le Soleil, d'autres étoiles et systèmes stellaires
Dans la plupart des étoiles fusionnant de l'hydrogène, y compris le Soleil, un cycle chimique impliqué dans la nucléosynthèse stellaire se produit, connu sous le nom de cycle carbone-azote-oxygène ou (cycle CNO). En plus de ce cycle, les étoiles ont également un cycle d'hélium. Divers cycles impliquant des gaz et des poussières se sont produits dans les galaxies.

## Vénus
La majorité des cycles chimiques connus sur Vénus impliquent son atmosphère dense ainsi que des composés de carbone et de soufre, le plus important étant un cycle de dioxyde de carbone intense. L'absence d'un cycle complet du carbone incluant un cycle géochimique du carbone, par exemple, serait une cause de son effet de serre incontrôlable, en raison de l'absence d'un puits de carbone substantiel. De plus, des cycles de soufre, ainsi que des cycles d'oxyde de soufre, se produisent également. L'oxyde de soufre dans la haute atmosphère se traduit par la présence d'acide sulfurique à son tour retourne aux oxydes par photolyse. Les indications suggèrent également un cycle de l'ozone sur Vénus similaire à celui de la Terre.

## la Terre

Le cycle de l'eau de la Terre.

Un certain nombre de types différents de cycles chimiques et des cycles géochimiques se produisent sur Terre. Les cycles biogéochimiques jouent un rôle important dans le maintien de la biosphère. Les cycles chimiques actifs notables sur Terre comprennent :
- Cycle du carbone - comprenant un cycle du carbone atmosphérique (et un cycle du dioxyde de carbone), un cycle biologique terrestre du carbone, un cycle océanique du carbone et un cycle géologique du carbone.
- Cycle de l'azote - qui convertit l'azote entre ses formes par fixation, ammonification, nitrification et dénitrification.
- Cycle de l'oxygène et cycle ozone-oxygène - un cycle biogéochimique de circulation de l'oxygène entre l'atmosphère, la biosphère (la somme globale de tous les écosystèmes) et la lithosphère.
- Cycle ozone-oxygène - régénère continuellement l'ozone dans l'atmosphère et convertit le rayonnement ultraviolet (UV) en chaleur.
- Cycle de l'eau - déplace l'eau en continu sur, au-dessus et au-dessous de la surface en passant d'un état de liquide, de solution, de glace et de vapeur.
- Cycle du méthane - déplace le méthane entre les sources géologiques et biogéochimiques et les réactions dans l'atmosphère.
- Cycle de l'hydrogène - un cycle biogéochimique provoqué par une combinaison de processus biologiques et abiologiques.
- Cycle du phosphore - le mouvement du phosphore à travers la lithosphère, l'hydrosphère et la biosphère.
- Cycle du soufre - un processus biogéochimique résultant de la minéralisation du soufre organique, de l'oxydation, de la réduction et de l'incorporation dans des composés organiques.
- Le cycle carbonate-silicate transforme les roches silicatées en roches carbonatées par altération et sédimentation et transforme les roches carbonatées en silicates par métamorphisme et magmatisme[8].
- Cycle de la roche - bascule la roche entre ses trois formes : sédimentaire, métamorphique et ignée.
- Cycle du mercure - un processus biogéochimique dans lequel le mercure naturel est bioaccumulé avant de se recombiner avec le soufre et de retourner aux sources géologiques sous forme de sédiments.

D'autres cycles chimiques comprennent le peroxyde d'hydrogène.

## Mars

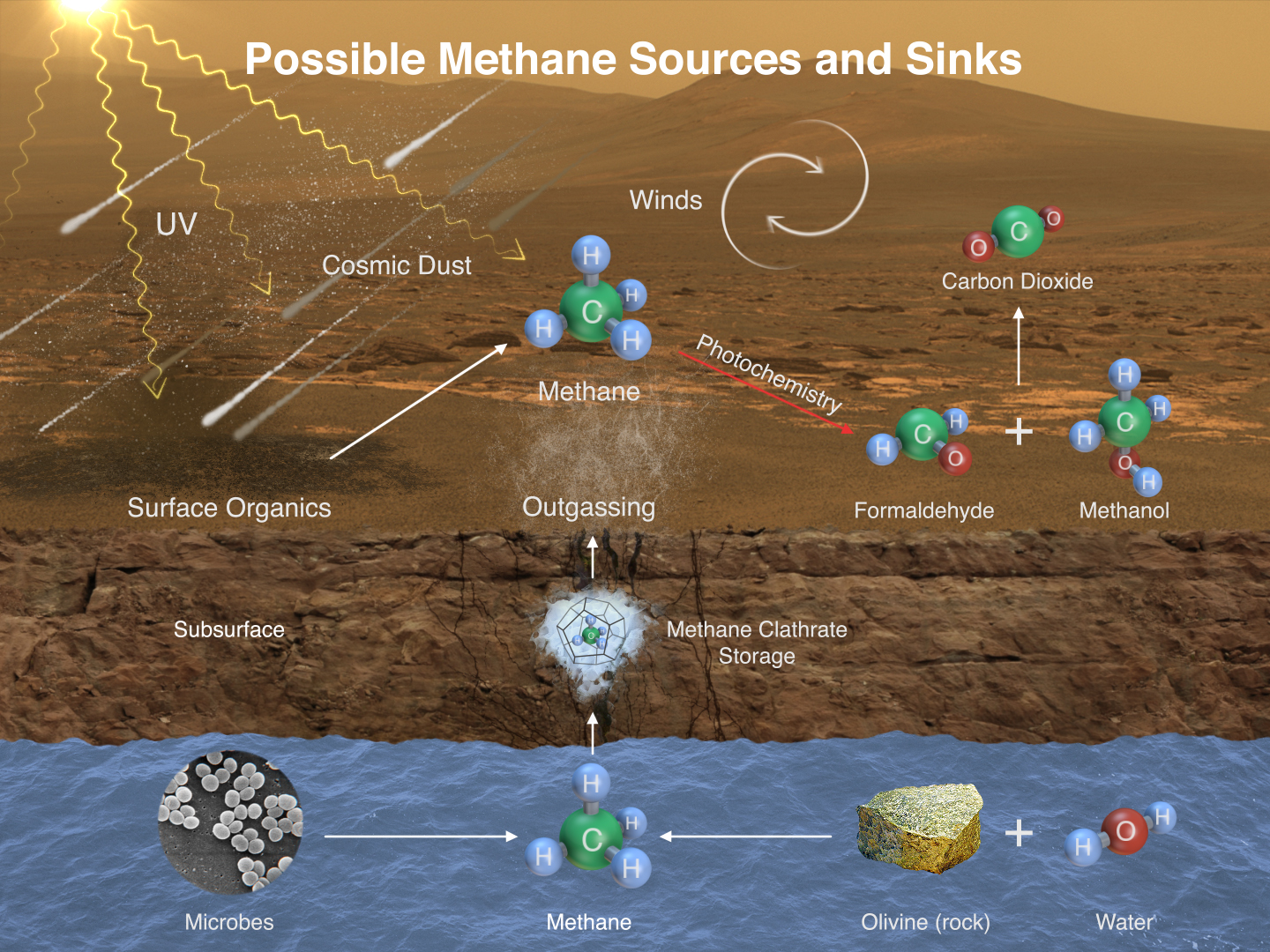
Sources possibles d'un cycle hypothétique du méthane martien.

Des preuves récentes suggèrent que des cycles chimiques similaires à ceux de la Terre se produisent à une moindre échelle sur Mars, facilités par la mince atmosphère, y compris le dioxyde de carbone (et peut-être le carbone), eau, soufre méthane, cycles d'oxygène, ozone, et azote. De nombreuses études indiquent des cycles chimiques beaucoup plus actifs sur Mars dans le passé, mais le faible paradoxe du jeune Soleil s'est avéré problématique pour déterminer les cycles chimiques impliqués dans les premiers modèles climatiques de la planète.

## Jupiter

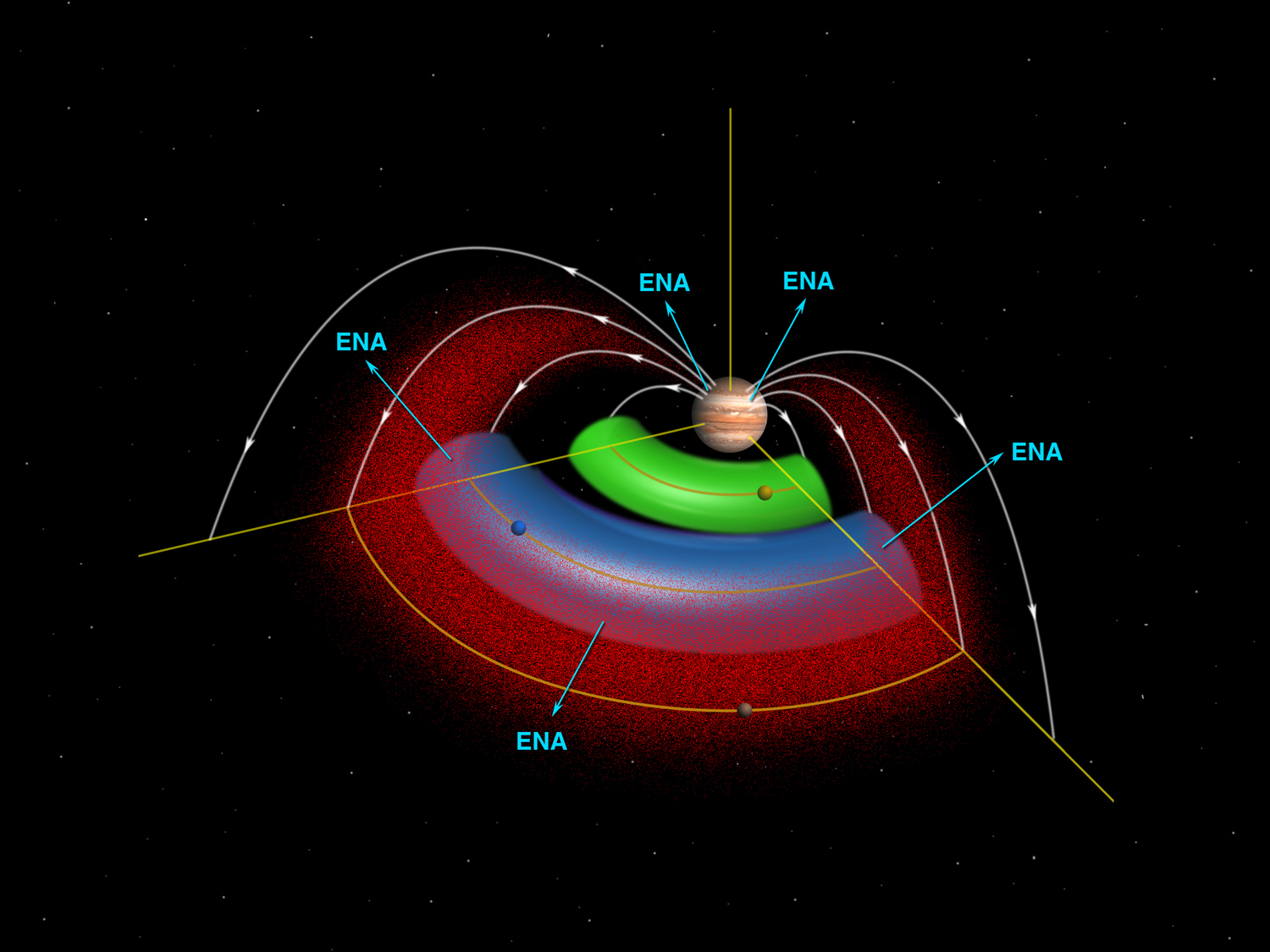
Tores gazeux de Jupiter générés par Io (vert) et Europa (bleu)

Jupiter, comme toutes les géantes gazeuses, a un cycle du méthane atmosphérique. Des études récentes indiquent un cycle hydrologique eau-ammoniac très différent du type opérant sur les planètes terrestres comme la Terre et aussi un cycle de sulfure d'hydrogène.
Des cycles chimiques importants existent sur les lunes de Jupiter. Des preuves récentes indiquent qu'Europa possède plusieurs cycles actifs, notamment un cycle de l'eau. D'autres études suggèrent un cycle d'oxygène et de dioxyde de carbone induit par rayonnement. Io et Europa semblent avoir des cycles de soufre radiolytique impliquant leurs lithosphères. De plus, on pense qu'Europa a un cycle de dioxyde de soufre. De plus, le tore plasma Io contribue à un cycle du soufre sur Jupiter et Ganymède. Des études impliquent également des cycles d'oxygène actif sur Ganymède  et des cycles d'oxygène et de dioxyde de carbone radiolytique sur Callisto. 

## Saturne

Un graphique illustrant les mécanismes du cycle méthanologique de Titan.

En plus du cycle du méthane de Saturne, certaines études suggèrent un cycle de l'ammoniac induit par photolyse similaire à celui de Jupiter.
Les cycles de ses lunes sont d'un intérêt particulier. Les observations de Cassini – Huygens sur l' atmosphère de Titan et les interactions avec son manteau liquide donnent lieu à plusieurs cycles chimiques actifs dont un méthane, hydrocarbure, hydrogène et carbone cycles. Encelade a un cycle hydrologique actif, silicaté et éventuellement azoté,.

## Uranus
Uranus a un cycle de méthane actif. Le méthane est converti en hydrocarbures par photolyse qui se condense et, à mesure qu'ils sont chauffés, libère du méthane qui monte dans la haute atmosphère.
Des études de Grundy et al. (2006) indiquent que les cycles du charbon actif fonctionnent sur Titania, Umbriel et Ariel et Oberon par la sublimation et le dépôt continus de dioxyde de carbone, bien qu'une partie soit perdue dans l'espace sur de longues périodes de temps.

## Neptune
La chaleur interne et la convection de Neptune entraînent des cycles de méthane, carbone, et une combinaison d'autres volatils dans la lithosphère de Triton.
Les modèles ont prédit la présence de cycles d'azote saisonniers sur la lune Triton, mais cela n'a pas été soutenu par les observations à ce jour.

## Système Pluton-Charon
Les modèles prédisent un cycle de l'azote saisonnier sur Pluton et les observations de New Horizons semblent le soutenir.